# The Villain (альбом)
The Villain — другий студійний альбом американського репера Trick-Trick, виданий лейблом Koch Records 11 листопада 2008 р. Виконавчий продюсер: Trick-Trick. У записі платівки взяли участь Eminem, Proof, Ice Cube та ін.

## Скандал
Відразу після релізу антигомосексуальний текст пісні «Trick Trick» спричинив скандал. 11 листопада на сайті AllHipHop.com з'явилася стаття, що містила уривок з треку: «… He's a fucking faggot so I'm lettin’ off my AK/Bust ‘em in his forehead/He ain't worth lettin’ live/A man and man shouldn't raise another man's kids!» (укр. Він — йобаний педик, тому я дістаю свій автомат Калашникова, стріляю йому в чоло. Він не заслуговує на життя. Два чоловіка не повинні виховувати людських дітей). Розповідаючи про альбом The Villain, репер заявив: «Гомосексуалам скоріш за все не сподобається цей альбом. Але все добре, мені у будь-якому випадку не потрібні їхні підарські гроші. Щоразу як ти вмикаєш телевізор, по ньому йде це бабське лайно. При цьому вони вдають ніби з цим усе гаразд…і я звертаюся до цієї проблеми. Я роблю це жорстко».
13 листопада на AllHipHop.com хіп-хоп музиканти нетрадиційної сексуальної орієнтації опублікували свою відповідь щодо дій виконавця.

## Список пісень
| #   | Назва                                                          | Продюсер    | Тривалість |
| --- | -------------------------------------------------------------- | ----------- | ---------- |
| 1.  | «The Villain Intro»                                            |             | 0:46       |
| 2.  | «Trick Trick»                                                  | Trick-Trick | 3:39       |
| 3.  | «U Can Get Fucked Up» (з участю Goon Sqwad)                    | Trick-Trick | 3:51       |
| 4.  | «Who Want It» (з участю Eminem)                                | Eminem      | 4:11       |
| 5.  | «Can't Fuck wit My City» (з участю Marv Won та Guilty Simpson) | Trick-Trick | 3:33       |
| 6.  | «Somethin 4 These Hataz» (з участю Fatts, Diezel та Paradime)  | Trick-Trick | 4:18       |
| 7.  | «Work Skit»                                                    |             | 0:30       |
| 8.  | «Let's Work»                                                   | Trick-Trick | 4:36       |
| 9.  | «Hold On»                                                      | Dr. Dre     | 4:09       |
| 10. | «Let It Fly» (з участю Ice Cube)                               | Lil Jon     | 4:13       |
| 11. | «All Around the World» (з участю Royce da 5'9")                | Trick-Trick | 3:49       |
| 12. | «2getha 4eva» (з участю Esham, Kid Rock та Proof)              | Trick-Trick | 3:23       |
| 13. | «Follow Me»                                                    | Eminem      | 4:36       |
| 14. | «MF Pimp» (з участю Big Sweetz)                                | Trick-Trick | 5:06       |
| 15. | «Get It Crackin»                                               | Trick-Trick | 4:30       |
| 16. | «Crazy» (з участю Throatslash)                                 | Trick-Trick | 5:40       |
| 17. | «You Told Me» (з участю C.A.)                                  | Trick-Trick | 5:56       |
| 18. | «Let It Go» (з участю The Mathis Family)                       | Trick-Trick | 5:20       |